# Az Újpest FC 2004–2005-ös szezonja
Az Újpest FC 2004–2005-ös szezonja szócikk az Újpest FC első számú férfi labdarúgócsapatának egy szezonjáról szól, mely sorozatban a 93., összességében pedig a 99. idénye a csapatnak a magyar első osztályban. A klub fennállásának ekkor volt a 119. évfordulója.

## Mérkőzések
| Színmagyarázat | Színmagyarázat |
| -------------- | -------------- |
|                | Győzelem.      |
|                | Döntetlen.     |
|                | Vereség.       |

### UEFA-kupa
2. selejtezőkör
| 2004. augusztus 12. 20:00 |

| Újpest                                                            | 3 – 1               | Servette                         |
| ----------------------------------------------------------------- | ------------------- | -------------------------------- |
| Polonkai 42' Rajczi 56' Tóth 63' Tamási 24' Grósz 49' Vanczák 80' | (1 – 0) Jegyzőkönyv | Alicarte 58' (11-esből) Ziani 8' |

| Puskás Ferenc Stadion, Budapest Nézőszám: 5 000 Játékvezető: Jonas Eriksson (svéd) |

| 2004. augusztus 26. 20:00 |

| Servette | 0 – 2               | Újpest                                         |
| -------- | ------------------- | ---------------------------------------------- |
| Furo 89' | (0 – 0) Jegyzőkönyv | Bükszegi 82' Feczesin 90' Tamási 84' Juhár 87′ |

| Stade de Genève, Genf Nézőszám: 5 680 Játékvezető: Ceri Richards (walesi) |

1. kör
| 2004. szeptember 16. 20:30 |

| Újpest                         | 1 – 3   | VfB Stuttgart                 |
| ------------------------------ | ------- | ----------------------------- |
| Nagy 63' Tamási 17' Farkas 86' | (0 – 2) | Cacau 25' 90' 64' Kurányi 30' |

| Szusza Ferenc Stadion, Budapest Nézőszám: 11 488 Játékvezető: Pieter Vink (holland) |

| 2004. szeptember 30. 18:00 |

| VfB Stuttgart                                             | 4 – 0   | Újpest     |
| --------------------------------------------------------- | ------- | ---------- |
| Hinkel 14' Cacau 57' 62' Heldt 58' (11-esből) Meißner 53' | (1 – 0) | Farkas 70' |

| Gottlieb-Daimler-Stadion, Stuttgart Nézőszám: 23 000 Játékvezető: Robert Styles (angol) |

### Arany Ászok Liga 2004–05

#### Őszi fordulók
| 1. forduló 2004. augusztus 7. 20:00 |

| Videoton                                      | 1 – 2   | Újpest                          |
| --------------------------------------------- | ------- | ------------------------------- |
| Magasföldi 29' Györök 28' Kovács 60' Tóth 66' | (1 – 2) | Erős 11' Simek 31' Bükszegi 87' |

| Sóstói Stadion, Székesfehérvár Nézőszám: 4 500 Játékvezető: Hanacsek Attila (magyar) |

| 2. forduló 2004. augusztus 20. 18:00 |

| Újpest                              | 2 – 0   | MTK Budapest             |
| ----------------------------------- | ------- | ------------------------ |
| Vanczák 14' Rajczi 21' Bükszegi 44' | (2 – 0) | Lambulić 58' Horváth 70' |

| Szusza Ferenc Stadion, Budapest Nézőszám: 3 496 Játékvezető: Bede Ferenc (magyar) |

| 3. forduló 2004. augusztus 21. 20:00 |

| Kaposvári Rákóczi             | 0 – 0   | Újpest                                              |
| ----------------------------- | ------- | --------------------------------------------------- |
| Bank 63' Mező 82' Zsolnai 90' | (0 – 0) | Tóth 45' Tamási 61' Grósz 74' Feczesin 86' Erős 90' |

| Rákóczi Stadion, Kaposvár Nézőszám: 6 000 Játékvezető: Kassai Viktor (magyar) |

| 4. forduló 2004. augusztus 29. 18:00 |

| Újpest                            | 3 – 3   | Nyíregyháza Spartacus          |
| --------------------------------- | ------- | ------------------------------ |
| Farkas 20' Feczesin 47' Juhár 87' | (1 – 1) | Csillag 23' Rob 60' Márton 84' |

| Szusza Ferenc Stadion, Budapest Nézőszám: 3 670 Játékvezető: Arany Tamás (magyar) |

| 5. forduló 2004. szeptember 12. 11:30 |

| Vasas                 | 1 – 2   | Újpest                                      |
| --------------------- | ------- | ------------------------------------------- |
| Jerson 76' Gaál 90+1' | (0 – 1) | Bükszegi 21' Feczesin 66' Gaál 32' Erős 61' |

| Illovszky Rudolf Stadion, Budapest Nézőszám: 4 500 Játékvezető: Megyebíró János (magyar) |

| 6. forduló 2004. szeptember 19. 11:30 |

| Újpest                 | 1 – 4   | FC Sopron                                               |
| ---------------------- | ------- | ------------------------------------------------------- |
| Juhár 90+3' Farkas 64' | (0 – 3) | Bárányos 3' 16' 17' Tóth 29' 54' Szekeres 63' Lazić 65' |

| Szusza Ferenc Stadion, Budapest Nézőszám: 2 500 Játékvezető: Sápi Csaba (magyar) |

| 7. forduló 2004. szeptember 25. 18:00 |

| Előre FC Békéscsaba | 0 – 5   | Újpest                                                     |
| ------------------- | ------- | ---------------------------------------------------------- |
|                     | (0 – 2) | Rajczi 18' 75' 89' Tóth 44' Simek 73' Juhár 12' Tamási 41' |

| Kórház utcai stadion, Békéscsaba Nézőszám: 4 000 Játékvezető: Makai János (magyar) |

| 8. forduló 2004. október 3. 15:00 |

| Lombard Pápa                 | 1 – 2   | Újpest                                            |
| ---------------------------- | ------- | ------------------------------------------------- |
| Lászka 85' Vörös 8' Róth 41' | (0 – 2) | Bükszegi 21' 44' Vanczák 24' Rajczi 73' Juhár 83' |

| Perutz Stadion, Pápa Nézőszám: 3 600 Játékvezető: Szarka Zoltán (magyar) |

| 9. forduló 2004. október 17. 11:30 |

| Újpest                                   | 1 – 1   | Ferencváros                                |
| ---------------------------------------- | ------- | ------------------------------------------ |
| Rajczi 48' Tamási 13' Erős 24' Grósz 67' | (0 – 1) | Botis 42' Kapič 25' Huszti 76' Lipcsei 76' |

| Szusza Ferenc Stadion, Budapest Nézőszám: 4 520 Játékvezető: Szabó Zsolt (magyar) |

| 10. forduló 2004. október 24. 11:30 |

| Debreceni VSC           | 1 – 2   | Újpest                                      |
| ----------------------- | ------- | ------------------------------------------- |
| Kerekes 64' Komlósi 32' | (0 – 0) | Bükszegi 47' Kovács 84' Erős 13' Tamási 51' |

| Oláh Gábor utcai stadion, Debrecen Nézőszám: 6 000 Játékvezető: Makai János (magyar) |

| 11. forduló 2004. október 30. 17:00 |

| Újpest       | 1 – 1   | Pécsi MFC              |
| ------------ | ------- | ---------------------- |
| Bükszegi 63' | (0 – 0) | Pest 68' Pavičević 87' |

| Szusza Ferenc Stadion, Budapest Nézőszám: 3 408 Játékvezető: Hanacsek Attila (magyar) |

| 12. forduló 2004. november 6. 18:00 |

| Zalaegerszegi TE                   | 1 – 0   | Újpest                         |
| ---------------------------------- | ------- | ------------------------------ |
| Sebők J. 4' Csóka 31' Kocsárdi 75' | (1 – 0) | Grósz 59′ Vanczák 75' Tóth 88' |

| ZTE Aréna, Zalaegerszeg Nézőszám: 7 500 Játékvezető: Dubraviczky Attila (magyar) |

| 13. forduló 2004. november 10. 18:00 |

| Újpest                 | 1 – 2   | Budapest Honvéd                          |
| ---------------------- | ------- | ---------------------------------------- |
| Feczesin 27' Juhár 29' | (1 – 0) | Csobánki 70' Szili 90+1' Budovinszky 79' |

| Szusza Ferenc Stadion, Budapest Nézőszám: 3 225 Játékvezető: Bede Ferenc (magyar) |

| 14. forduló 2004. november 21. 11:30 |

| Győri ETO                | 1 – 1   | Újpest                                                |
| ------------------------ | ------- | ----------------------------------------------------- |
| Vincze O. 8' Priskin 80' | (1 – 0) | Tóth 57' Rajczi 26' Farkas 35' Tamási 50' Vlaszák 80' |

| ETO Park, Győr Nézőszám: 600 Játékvezető: Ábrahám Attila (magyar) |

| 15. forduló 2004. november 27. 16:00 |

| Újpest                                    | 4 – 1   | Diósgyőr    |
| ----------------------------------------- | ------- | ----------- |
| Kovács 14' Rajczi 34' Tamási 57' Tóth 64' | (2 – 1) | Egressy 19' |

| Szusza Ferenc Stadion, Budapest Nézőszám: 3 135 Játékvezető: Arany Tamás (magyar) |

#### Tavaszi fordulók
| 16. forduló 2005. március 12. 18:00 |

| Újpest                                                                       | 3 – 0   | FC Fehérvár    |
| ---------------------------------------------------------------------------- | ------- | -------------- |
| Rajczi 1' 26' Kuttor 89' (öngól) Polonkai 50' Németh 80' Erős 87' Kovács 90' | (2 – 0) | Magasföldi 65' |

| Szusza Ferenc Stadion, Budapest Nézőszám: 3 536 Játékvezető: Dubraviczky Attila (magyar) |

| 17. forduló 2005. március 16. 18:00 |

| MTK Budapest                      | 3 – 1   | Újpest                           |
| --------------------------------- | ------- | -------------------------------- |
| Balogh 73' Illés 75' 77' Füzi 26' | (0 – 0) | Juhár 47' 59′ Tóth 31' Simek 84′ |

| Hidegkuti Nándor Stadion, Budapest Nézőszám: 3 000 Játékvezető: Szabó József (magyar) |

| 18. forduló 2005. március 20. 11:30 |

| Újpest                | 1 – 1   | Kaposvári Rákóczi                |
| --------------------- | ------- | -------------------------------- |
| Rajczi 11' (11-esből) | (1 – 0) | Zahorecz 63' (11-esből) Oláh 74' |

| Szusza Ferenc Stadion, Budapest Nézőszám: 2 162 Játékvezető: Hanacsek Attila (magyar) |

| 19. forduló 2005. április 2. 16:30 |

| Nyíregyháza Spartacus               | 2 – 2   | Újpest                |
| ----------------------------------- | ------- | --------------------- |
| Lengyel 53' Nikolić 70' Minczér 71' | (0 – 1) | Erős 27' Feczesin 82' |

| Nyíregyháza Városi Stadion, Nyíregyháza Nézőszám: 3 500 Játékvezető: Ábrahám Attila (magyar) |

| 20. forduló 2005. április 10. 11:30 |

| Újpest                                                | 4 – 0   | Vasas                                        |
| ----------------------------------------------------- | ------- | -------------------------------------------- |
| Tóth N. 33' (11-esből) 35' 67′ Vanczák 45' Rajczi 78' | (3 – 0) | Szanyó 16' Posza 32' Weitner 66' Tóth Z. 90' |

| Szusza Ferenc Stadion, Budapest Nézőszám: 2 513 Játékvezető: Arany Tamás (magyar) |

| 21. forduló 2005. április 13. 18:00 |

| FC Sopron    | 2 – 2   | Újpest                                         |
| ------------ | ------- | ---------------------------------------------- |
| Tóth 47' 80' | (0 – 0) | Rajczi 57' (11-esből) Farkas 79' 71' Fehér 84' |

| Káposztás utcai Stadion, Sopron Nézőszám: 3 820 Játékvezető: Saskőy Szabolcs (magyar) |

| 22. forduló 2005. április 16. 19:00 |

| Újpest                                   | 3 – 0   | Előre FC Békéscsaba |
| ---------------------------------------- | ------- | ------------------- |
| Tóth 29' Vanczák 32' Simek 58' Böjte 45' | (2 – 0) | Ursz 54' Simic 55'  |

| Szusza Ferenc Stadion, Budapest Nézőszám: 3 597 Játékvezető: Szarka Zoltán (magyar) |

| 23. forduló 2005. április 23. 18:00 |

| Újpest                                       | 3 – 1   | Lombard Pápa          |
| -------------------------------------------- | ------- | --------------------- |
| Farkas 46' Tóth 53' 66' (11-esből) Juhár 40' | (0 – 0) | Medveď 87' Milcea 21' |

| Szusza Ferenc Stadion, Budapest Nézőszám: 2 868 Játékvezető: Sápi Csaba (magyar) |

| 24. forduló 2005. április 27. 18:00 |

| Ferencváros                                           | 1 – 1   | Újpest                                    |
| ----------------------------------------------------- | ------- | ----------------------------------------- |
| Rósa 54' Vukmir 37' Huszti 42' Gyepes 52' Lipcsei 59′ | (0 – 0) | Tóth 69' Vanczák 12' Simek 54' Farkas 59' |

| Üllői út, Budapest Nézőszám: 8 500 Játékvezető: Megyebíró János (magyar) |

| 25. forduló 2005. április 30. 11:30 |

| Újpest                                        | 2 – 0   | Debreceni VSC |
| --------------------------------------------- | ------- | ------------- |
| Bükszegi 26' Németh 82' Erős 17' Feczesin 31' | (1 – 0) | Kiss 81'      |

| Szusza Ferenc Stadion, Budapest Nézőszám: 5 488 Játékvezető: Ábrahám Attila (magyar) |

| 26. forduló 2005. május 4. 18:00 |

| Pécsi MFC                             | 1 – 0   | Újpest                                  |
| ------------------------------------- | ------- | --------------------------------------- |
| Horváth 33' Kóczián 21' Pavičević 28′ | (1 – 0) | Tóth 35' Böjte 41' Fehér 56' Németh 85' |

| PMFC Stadion, Pécs Nézőszám: 7 000 Játékvezető: Hanacsek Attila (magyar) |

| 27. forduló 2005. május 7. 18:00 |

| Újpest                               | 3 – 2   | Zalaegerszegi TE                            |
| ------------------------------------ | ------- | ------------------------------------------- |
| Polonkai 24' Bükszegi 48' Kovács 81' | (1 – 1) | Juhár 40' (öngól) Koplárovics 69' Selei 67' |

| Szusza Ferenc Stadion, Budapest Nézőszám: 2 764 Játékvezető: Szarka Zoltán (magyar) |

| 28. forduló 2005. május 14. 19:00 |

| Budapest Honvéd | 1 – 1   | Újpest           |
| --------------- | ------- | ---------------- |
| Lobo 65' 89'    | (0 – 1) | Bükszegi 45' 45' |

| Bozsik József Stadion, Budapest Nézőszám: 3 000 Játékvezető: Bede Ferenc (magyar) |

| 29. forduló 2005. május 22. 11:30 |

| Újpest                                                     | 4 – 1   | Győri ETO              |
| ---------------------------------------------------------- | ------- | ---------------------- |
| Polonkai 16' Vanczák 51' Fehér 62' 54' Kovács 87' Tóth 24' | (1 – 0) | Vincze O. 86' Jäkl 48' |

| Szusza Ferenc Stadion, Budapest Nézőszám: 3 954 Játékvezető: Saskőy Szabolcs (magyar) |

| 30. forduló 2005. május 26. 18:00 |

| Diósgyőr                           | 1 – 3   | Újpest                                             |
| ---------------------------------- | ------- | -------------------------------------------------- |
| Gáspár 53' Hompoth 27' Siminic 76' | (0 – 1) | Juhár 13' Rajczi 80' 90+1' Polonkai 10' Kovács 89' |

| DVTK-stadion, Miskolc Nézőszám: 12 000 Játékvezető: Sápi Csaba (magyar) |

#### A végeredmény
|    | Csapat                      | Játszott | Gy | D  | V  | L  | K  | GK  | Pont |
| -- | --------------------------- | -------- | -- | -- | -- | -- | -- | --- | ---- |
| 1  | Debreceni VSC-AVE Ásványvíz | 30       | 19 | 5  | 6  | 57 | 25 | +32 | 62   |
| 2  | Ferencvárosi TC             | 30       | 17 | 5  | 8  | 56 | 31 | +25 | 56   |
| 3  | MTK Budapest1               | 30       | 16 | 9  | 5  | 47 | 26 | +21 | 56   |
| 4  | Újpest FC                   | 30       | 15 | 10 | 5  | 60 | 34 | +26 | 55   |
| 5  | Győri ETO FC                | 30       | 16 | 6  | 8  | 44 | 32 | +12 | 54   |
| 6  | Zalaegerszegi TE FC         | 30       | 13 | 5  | 12 | 48 | 45 | +3  | 44   |
| 7  | Matáv FC Sopron             | 30       | 11 | 9  | 10 | 44 | 44 | 0   | 42   |
| 8  | FC Fehérvár²                | 30       | 11 | 10 | 9  | 44 | 36 | +8  | 40   |
| 9  | Diósgyőri VTK               | 30       | 11 | 4  | 15 | 39 | 45 | -6  | 37   |
| 10 | Pécsi Mecsek FC             | 30       | 9  | 9  | 12 | 33 | 35 | -2  | 36   |
| 11 | Budapest Honvéd FC          | 30       | 10 | 5  | 15 | 37 | 58 | -21 | 35   |
| 12 | NABI-Kaposvári Rákóczi FC   | 30       | 8  | 10 | 12 | 34 | 47 | -13 | 34   |
| 13 | Vasas SC                    | 30       | 10 | 3  | 17 | 34 | 48 | -14 | 33   |
| 14 | Lombard Pápa Termál FC      | 30       | 8  | 6  | 16 | 40 | 47 | -7  | 30   |
| 15 | Nyíregyháza Spartacus FC    | 30       | 5  | 11 | 14 | 38 | 63 | -25 | 26   |
| 16 | Előre FC Békéscsaba³        | 30       | 4  | 7  | 19 | 26 | 65 | -39 | 4    |

- 1: 1 pont levonva
- 2: 3 pont levonva
- 3: 15 pont levonva

|  | A Bajnokok Ligája selejtezőjének második körébe jut |
|  | Az UEFA-kupa selejtezőjébe jut                      |
|  | UEFA Intertotó Kupa első fordulójába jut            |
|  | Kiesők                                              |

#### Helyezések fordulónként
| Forduló  | 1  | 2  | 3 | 4 | 5  | 6 | 7  | 8  | 9 | 10 | 11 | 12 | 13 | 14 | 15 | 16 | 17 | 18 | 19 | 20 | 21 | 22 | 23 | 24 | 25 | 26 | 27 | 28 | 29 | 30 |
| -------- | -- | -- | - | - | -- | - | -- | -- | - | -- | -- | -- | -- | -- | -- | -- | -- | -- | -- | -- | -- | -- | -- | -- | -- | -- | -- | -- | -- | -- |
| Helyszín | I  | O  | I | O | I  | O | I  | I  | O | I  | O  | I  | O  | I  | O  | O  | I  | O  | I  | O  | I  | O  | O  | I  | O  | I  | O  | I  | O  | I  |
| Eredmény | GY | GY | D | D | GY | V | GY | GY | D | GY | D  | V  | V  | D  | GY | GY | V  | D  | D  | GY | D  | GY | GY | D  | GY | V  | GY | D  | GY | GY |
| Helyezés | 4  | 2  | 2 | 4 | 2  | 6 | 4  | 3  | 3 | 3  | 3  | 4  | 4  | 5  | 4  | 3  | 4  | 5  | 5  | 5  | 5  | 5  | 5  | 5  | 4  | 5  | 5  | 5  | 4  | 4  |

Helyszín: O = Otthon; I = Idegenben. Eredmény: GY = Győzelem; D = Döntetlen; V = Vereség.

#### Eredmények összesítése
Az alábbi táblázatban összesítve szerepelnek az Újpest FC 2004/05-ös bajnokságban elért eredményei.
| Ősz/tavasz (forduló)    | Otthon | Otthon | Otthon | Otthon | Otthon | Otthon | Otthon | Idegenben | Idegenben | Idegenben | Idegenben | Idegenben | Idegenben | Idegenben |
| Ősz/tavasz (forduló)    | M      | GY     | D      | V      | LG–KG  | GK     | P      | M         | GY        | D         | V         | LG–KG     | GK        | P         |
| ----------------------- | ------ | ------ | ------ | ------ | ------ | ------ | ------ | --------- | --------- | --------- | --------- | --------- | --------- | --------- |
| Őszi szezon (1–15.)     | 7      | 2      | 3      | 2      | 13–12  | +1     | 9      | 8         | 5         | 2         | 1         | 14–6      | +8        | 17        |
| Tavaszi szezon (16–30.) | 8      | 7      | 1      | 0      | 23–5   | +18    | 22     | 7         | 1         | 4         | 2         | 10–11     | –1        | 7         |
| Összesen (1–30.)        | 15     | 9      | 4      | 2      | 36–17  | +19    | 31     | 15        | 6         | 6         | 3         | 24–17     | +7        | 24        |

### Magyar kupa
3. forduló
| 2004. október 27. 14:00 |

| Integrál-DAC   | 2 – 5   | Újpest                                     |
| -------------- | ------- | ------------------------------------------ |
| Czetti 67' 70' | (0 – 1) | Vermes 18' Feczesin 68' Simek 77' Tóth 79' |

| Győr Nézőszám: 1 600 Játékvezető: Fábián Mihály (magyar) |

4. forduló
| 2004. november 24. 12:30 |

| Bodajk FC                              | 2 – 0   | Újpest                          |
| -------------------------------------- | ------- | ------------------------------- |
| Ladóczky 82' Urbán 90+1' Kovács J. 82' | (0 – 0) | Juhár 27' Simek 57′ Vanczák 73' |

| Bodajk Nézőszám: 500 Játékvezető: Hanacsek Attila (magyar) |

## Külső hivatkozások
- Az Újpest FC hivatalos honlapja (magyarul)
- A csapat mérkőzései a transfermarkt.de-n (németül)